# Hildur Westring
Hildur Johanna Westring, född Dahl 26 september 1870 i Luleå stadsförsamling, Norrbottens län, död 28 augusti 1933 i Hälsingborgs Maria församling i Malmöhus län, var en svensk rösträttsaktivist och folkskollärare. Hon var verksam i kampanjen för införandet av kvinnlig rösträtt i Sverige, och ordförande för Föreningen för kvinnans politiska rösträtt i Boden 1913–1917.

## Biografi
Westring tog folkskollärarexamen vid Folkskoleseminariet i Umeå 1889. 1905 gifte hon sig med Alger Jensenius Edvard Westring, född 1874 i Göteborg. Hon arbetade som folkskollärare i Boden från 1907.